# Unster

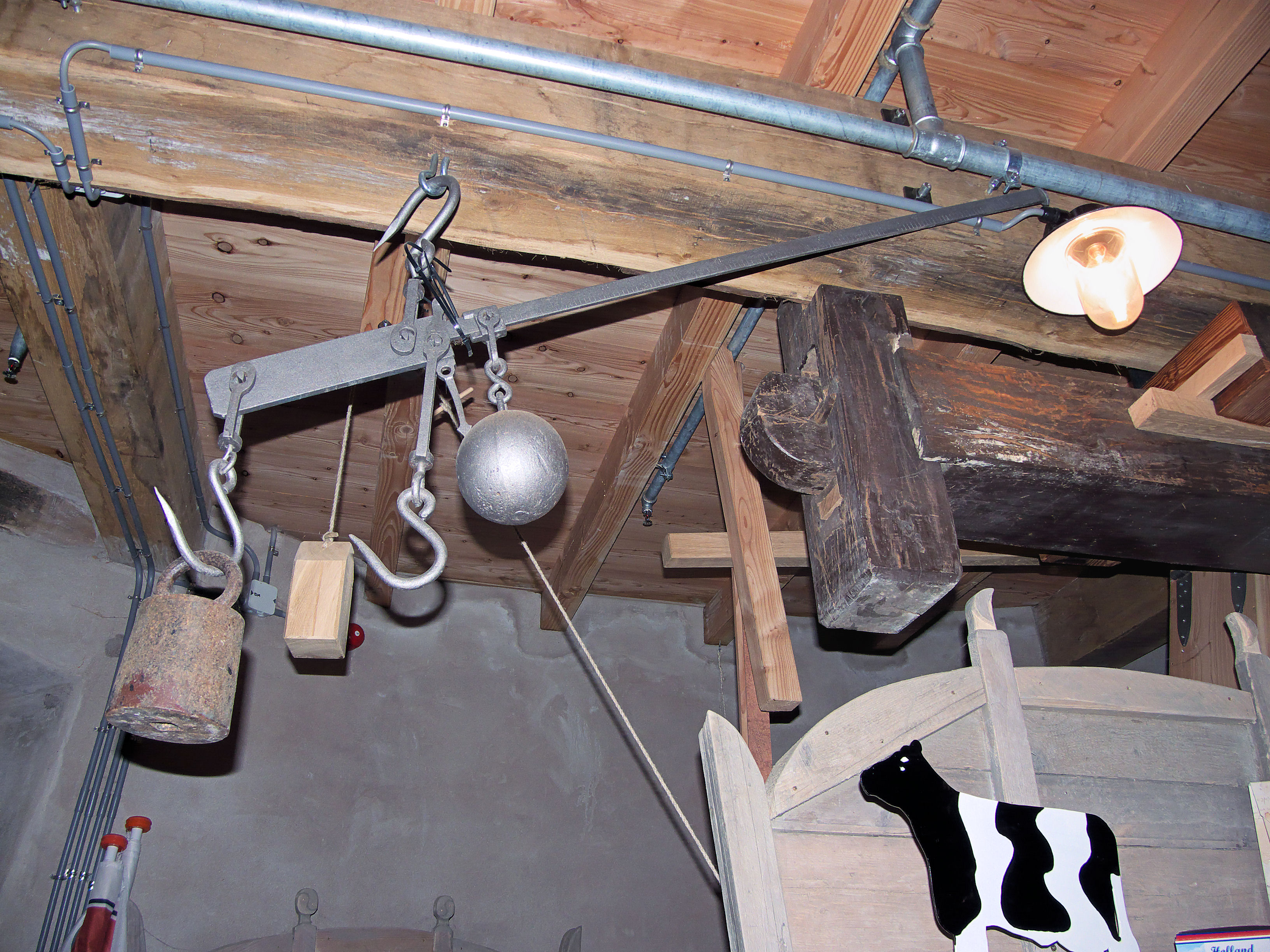
Unster

Onder een unster kan worden verstaan:

## Weegschaal
Een unster is een type weegschaal dat op markten verscheen in de 1ste eeuw v. C. Ze bestaat uit twee armen van ongelijke lengte. Aan de kortste arm wordt de te wegen handelswaar gehangen, aan de langste arm hangt een gewicht dat vrij kan bewegen over die arm. Om een groot bereik aan gewichten te meten, kon de unster aan verschillende haakjes opgehangen worden, voor lichte dingen bevond de haak zich relatief ver van het te wegen product, bij zware waren dichterbij.

## Veerunster

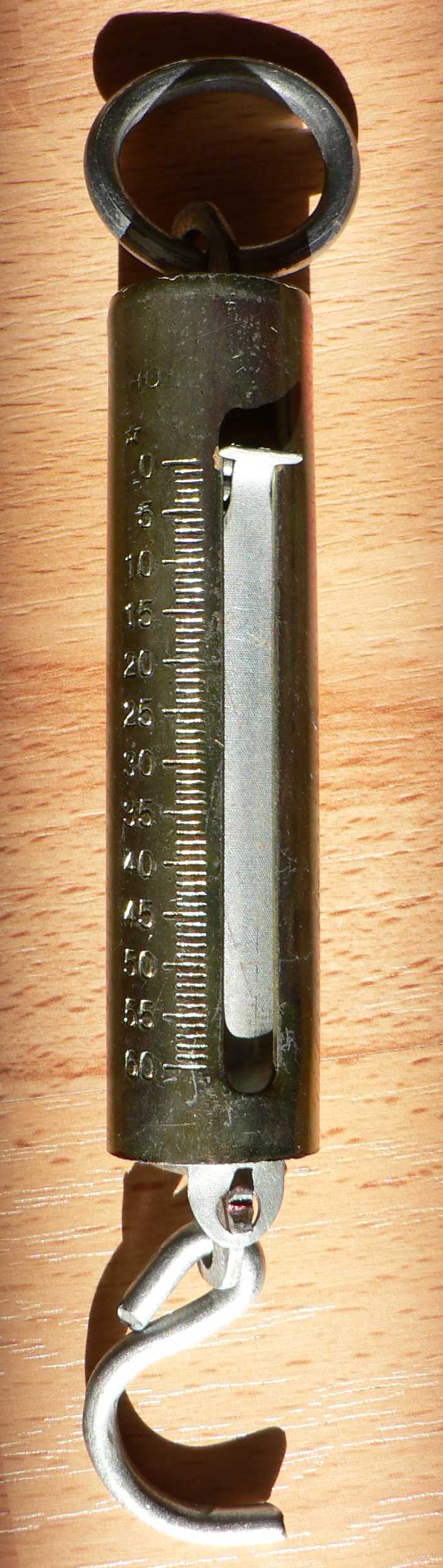
Een weeghaak

Een andere vorm van een unster is de veerunster of weeghaak. De voordelen t.o.v. een gewone balans zijn:
- de grotere snelheid waarmee het gezochte gewicht gevonden wordt.
- geen grote hoeveelheid gewichten meer nodig.

## Windmolens

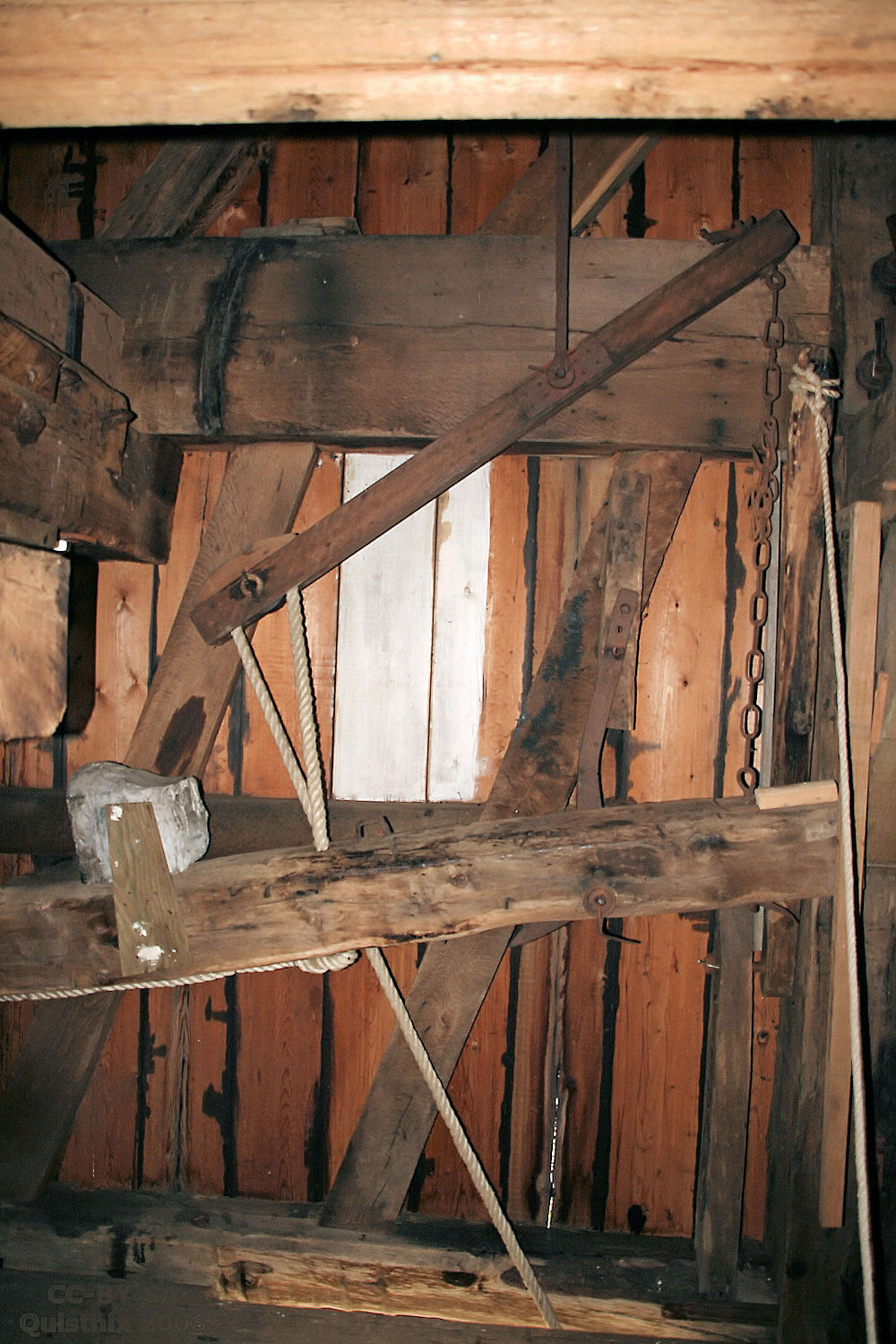
Unster of evenaar in een windmolen

De unster of evenaar wordt alleen aangetroffen bij het vangsysteem in de wipmolen en de standerdmolen. Het is een korte balk precies in het midden gelagerd en die vastzit tegen de rechter steenlijst. Aan de achterzijde zit het binnenvangtouw of -ketting dat naar de vangbalk gaat. In de voorzijde zit een schijfloop waardoor het vangtouw gaat dat vervolgens ook aan de vangbalk vastzit. Men trekt dus feitelijk twee keer aan de vangbalk. Hierdoor wordt een kleine vertraging verkregen.